# Albumy numer jeden w roku 1958 (USA)
Lista najlepiej sprzedających się albumów w Stanach Zjednoczonych w 1958 tworzona przez magazyn Billboard.

## Historia notowania
| Data publikacji | Album                                   | Artysta           |
| --------------- | --------------------------------------- | ----------------- |
| 4 stycznia      | Merry Christmas                         | Bing Crosby       |
| 11 stycznia     | Elvis’ Christmas Album                  | Elvis Presley     |
| 18 stycznia     | Elvis’ Christmas Album                  | Elvis Presley     |
| 25 stycznia     | Ricky                                   | Ricky Nelson      |
| 1 lutego        | Ricky                                   | Ricky Nelson      |
| 8 lutego        | My Fair Lady                            | Original Cast     |
| 15 lutego       | Come Fly with Me                        | Frank Sinatra     |
| 22 lutego       | Come Fly with Me                        | Frank Sinatra     |
| 1 marca         | Come Fly with Me                        | Frank Sinatra     |
| 8 marca         | Come Fly with Me                        | Frank Sinatra     |
| 15 marca        | Come Fly with Me                        | Frank Sinatra     |
| 22 marca        | The Music Man                           | Original Cast     |
| 29 marca        | The Music Man                           | Original Cast     |
| 5 kwietnia      | The Music Man                           | Original Cast     |
| 12 kwietnia     | My Fair Lady                            | Original Cast     |
| 19 kwietnia     | My Fair Lady                            | Original Cast     |
| 26 kwietnia     | The Music Man                           | Original Cast     |
| 3 maja          | The Music Man                           | Original Cast     |
| 10 maja         | The Music Man                           | Original Cast     |
| 17 maja         | The Music Man                           | Original Cast     |
| 24 maja         | South Pacific                           | Ścieżka dźwiękowa |
| 31 maja         | The Music Man                           | Original Cast     |
| 7 czerwca       | The Music Man                           | Original Cast     |
| 14 czerwca      | Johnny's Greatest Hits                  | Johnny Mathis     |
| 21 czerwca      | Johnny's Greatest Hits                  | Johnny Mathis     |
| 28 czerwca      | The Music Man                           | Original Cast     |
| 5 lipca         | The Music Man                           | Original Cast     |
| 12 lipca        | Johnny's Greatest Hits                  | Johnny Mathis     |
| 19 lipca        | The Music Man                           | Original Cast     |
| 26 lipca        | Gigi                                    | Ścieżka dźwiękowa |
| 2 sierpnia      | Gigi                                    | Ścieżka dźwiękowa |
| 9 sierpnia      | Gigi                                    | Ścieżka dźwiękowa |
| 16 sierpnia     | Tchaikovsky: Piano Concert No. 1        | Van Cliburn       |
| 23 sierpnia     | Tchaikovsky: Piano Concert No. 1        | Van Cliburn       |
| 30 sierpnia     | Tchaikovsky: Piano Concert No. 1        | Van Cliburn       |
| 6 września      | Tchaikovsky: Piano Concert No. 1        | Van Cliburn       |
| 13 września     | Tchaikovsky: Piano Concert No. 1        | Van Cliburn       |
| 20 września     | South Pacific                           | Ścieżka dźwiękowa |
| 27 września     | Tchaikovsky: Piano Concert No. 1        | Van Cliburn       |
| 4 października  | Tchaikovsky: Piano Concert No. 1        | Van Cliburn       |
| 11 października | Sing Along with Mitch                   | Mitch Miller      |
| 18 października | Frank Sinatra Sings for Only the Lonely | Frank Sinatra     |
| 25 października | Frank Sinatra Sings for Only the Lonely | Frank Sinatra     |
| 1 listopada     | Frank Sinatra Sings for Only the Lonely | Frank Sinatra     |
| 8 listopada     | Frank Sinatra Sings for Only the Lonely | Frank Sinatra     |
| 15 listopada    | Frank Sinatra Sings for Only the Lonely | Frank Sinatra     |
| 22 listopada    | South Pacific                           | Ścieżka dźwiękowa |
| 29 listopada    | The Kingston Trio                       | The Kingston Trio |
| 6 grudnia       | Sing Along with Mitch                   | Mitch Miller      |
| 13 grudnia      | Sing Along with Mitch                   | Mitch Miller      |
| 20 grudnia      | Sing Along with Mitch                   | Mitch Miller      |
| 27 grudnia      | Sing Along with Mitch                   | Mitch Miller      |